# Turkwel
Turkwel – rzeka okresowa w Kenii i Ugandzie.
Swój początek bierze u stóp wulkanu Mount Elgon. Uchodzi do Jeziora Turkana. Przepływ rzeki jest zróżnicowany. W czasie pory deszczowej często wylewa.